# بدرفتاری (فیلم)
بدرفتاری (انگلیسی: Misbehaviour) یک فیلم در ژانر درام است. از بازیگران این فیلم می‌توان به کیرا نایتلی، گوگو امبتا-را، جان سَـکویل و جسی باکلی اشاره کرد. داستان این فیلم با عنوان اصلی «Misbehaviour» روایتگر داستانی واقعی در مورد مبارزه چند زن با مسئله تبعیض جنسیتی در آغاز دهه ۷۰ میلادی است.
حضور اولین رنگین پوست در مسابقات دختر شایسته جهان نیز از نکات قابل ملاحظه در این فیلم است.